# Werner Hildenbrand

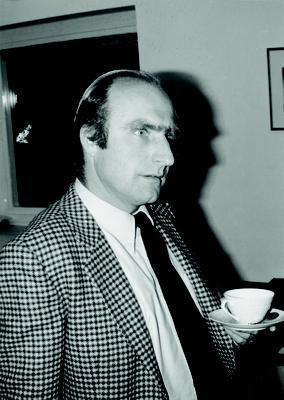
Werner Hildenbrand 1973

Werner Hildenbrand (* 25. Mai 1936 in Göttingen) ist ein deutscher Mathematiker und ein international angesehener Wirtschaftstheoretiker.

## Leben und Werk
Hildenbrand studierte Mathematik und Physik an der Universität Heidelberg, an der er auch 1964 promovierte und 1968 im Bereich der mathematischen Wirtschaftstheorie habilitierte.
Seit 1969 bis zu seiner Emeritierung 2001 war er Professor für Ökonomie an der Universität Bonn und mehrfach Gastprofessor an der University of California, Berkeley. Internationale Anerkennung erfuhr Hildenbrand insbesondere durch seine Beiträge zur allgemeinen Gleichgewichtstheorie. Hierzu verfasste er mehrere Bücher und veröffentlichte zahlreiche Aufsätze in führenden Fachzeitschriften. Von 1985 bis 1999 war Hildenbrand Sprecher des Sonderforschungsbereich (SFB) 303: „Information und die Koordination wirtschaftlicher Aktivitäten“.
1974 gründete er das Journal of Mathematical Economics.

## Ehrungen und Auszeichnungen (Auswahl)
- 1981 Mitglied der Rheinisch-Westfälischen Akademie der Wissenschaften
- 1988 Gottfried-Wilhelm-Leibniz-Preis
- 1988 Ehrendoktor der Universität Straßburg
- 1989 Mitglied der Academia Europaea[1]
- 1994 Max-Planck-Forschungspreis
- 1995 Ehrenmitglied der American Economic Association
- 1997 Gay-Lussac-Humboldt-Preis
- 2002 Ehrendoktor der Universität Bern
- 2005 auswärtiges Ehrenmitglied der American Academy of Arts and Sciences
- 2007 Ehrendoktor der University of Manchester

## Bücher
- Core and Equilibria of a Large Economy (= Princeton Studies in Mathematical Economics. 5). Princeton University Press, Princeton NJ 1974, ISBN 0-691-04189-X.
- mit Kurt Hildenbrand: Lineare ökonomische Modelle. Springer, Berlin u. a. 1975, ISBN 3-540-07259-4.
- mit Alan Kirman: Introduction to Equilibrium Analysis. Variations on Themes by Edgeworth and Walras (= Advanced Textbooks in Economics. 6). North-Holland u. a., Amsterdam u. a. 1976, ISBN 0-7204-3606-0.
- mit Alan P. Kirman: Equilibrium Analysis. Variations on Themes by Edgeworth and Walras (= Advanced Textbooks in Economics. 28). North-Holland u. a., Amsterdam u. a. 1988, ISBN 0-444-70511-2.
- Market Demand. Theory and Empirical Evidence. Princeton University Press, Princeton NJ 1994, ISBN 0-691-03428-1.